# Khu bảo tồn Thiên nhiên Hồ Magenta

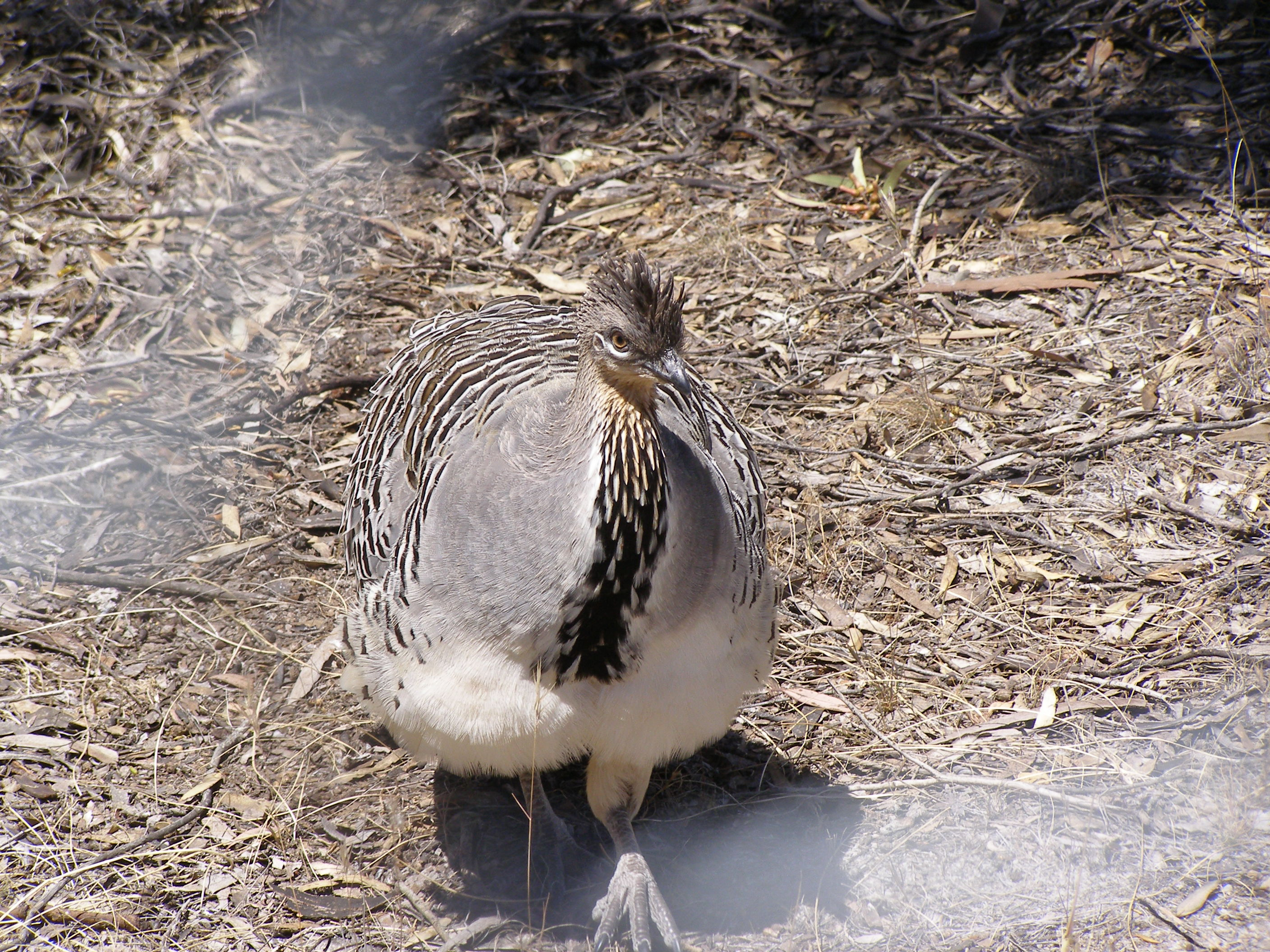
Khu bảo tồn là một khu vực quan trọng đối với loài malleefowl

Khu bảo tồn Thiên nhiên Hồ Magenta (tiếng Anh: Lake Magenta Nature Reserve) là một khu bảo tồn thiên nhiên rộng 1.080 km2 do Cục Công viên và Động vật hoang dã (Tây Úc) quản lý, là một trong những khu bảo tồn lớn nhất ở vùng Avon Wheatbelt của Tây Úc. Nó được đặt theo tên của Hồ Magenta, nằm ngay trong ranh giới phía Đông của khu bảo tồn.

## Khu vực chim quan trọng
Một khu đất rộng 1.327 km2 bao gồm khu bảo tồn (ngoại trừ Hồ Magenta), cùng với một phần lớn lãnh địa hoàng gia chưa được phân bổ ở phía Đông của nó, đã được BirdLife International xác định là Vùng chim quan trọng (IBA) vì nó có lõi môi trường sống cho các loài malleefowl cũng như các quần thể vẹt nhiếp chính, hồng hoàng phương Tây, vẹt mũ đỏ, tiên nữ ngực xanh, ong mật mỏ tía và vẹt vàng phía Tây - tất cả các loài chỉ giới hạn trong quần xã sinh vật mallee và khu sinh học Tây Nam. Loài vẹt đuôi dài Carnaby có nguy cơ tuyệt chủng xuất hiện trong IBA, mặc dù tình trạng của nó ở đó là không chắc chắn.